# Publius Valerius Publicola
Publius Valerius Publicola (ook wel Poplicola) (gestorven in 503 v.Chr. of in 499 v.Chr.) was een consul in de eerste jaren van de Romeinse Republiek. Voor zijn bestaan zijn weinig bronnen te vinden en men veronderstelt daarom wel dat de gegevens over hem legenden zijn. Publius zou een bloedverwant van de laatste koning Tarquinius Superbus zijn geweest.
In 510 voor het begin van onze jaartelling vochten de Romeinen bij Rome met de Etrusken.
Op het slagveld zou Publius, tweede consul, de leiding van de gesneuvelde Lucius Iunius Brutus overgenomen hebben. Hij keerde als triomfator naar Rome terug en vestigde daarmee de traditie van de triomftocht door Rome.
De tegenstanders van Publius vreesden dat de bij het plebs zeer geliefde consul zich tot koning uit zou roepen maar daarvan zag Publius af. Hij werd in 509, 508 (met Titus Lucretius Tricipitinus), 507 en 504 (met Titus Lucretius Tricipitinus) tot consul gekozen. Men schrijft aan Publius' invloed de immigratie van tal van Sabijnen toe, waaronder Attus Clausus, stamvader der Claudii. Hij zou het ambt van questor hebben ingesteld.
In 503 voor het begin van onze jaartelling sneuvelde Publius Valerius Publicola volgens sommige bronnen in een gevecht met de Sabijnen. Volgens Livius stierf hij in 499.
Rome eerde het geslacht der Valerianen met het alleenrecht op begrafenissen binnen de muren van de urbs.
Als toonbeeld van republikeinse standvastigheid werden Publius Valerius en zijn tijdgenoten de Europeanen ten tijde van de Franse Revolutie en de Bataafse Republiek ten voorbeeld gehouden.
In 1804 verscheen in de Bataafse Republiek een "Verzameling van brieven, gewisseld tusschen Valerius Publicola te Amsterdam en Caius Manlius te Utrecht". Dit werk was waarschijnlijk van de hand van Samuel Wiselius maar het pamflet werd aan Maria Aletta Hulshoff toegeschreven. Publius Valerius Publicola was als tijd- en bondgenoot van Lucius Junius Brutus een republikeins idool. Gnaeus Manlius, bijgenaamd "Cincinnatus", was Consul van Rome in 480 voor het begin van onze jaartelling. De brieven waren uiteraard gefingeerd en zij bevatten kritiek op de staatsinrichting van de Bataafse Republiek.